# Francesca Torrent
Francesca Torrent Boschdemont (Agullana, Alto Ampurdán, 18 de abril de 1881-Barcelona, 15 de abril de 1958) fue una escritora española. En ocasiones firmaba con el seudónimo Miosotis.

## Trayectoria
Nació en la masía Can Genís de Agullana, en el seno de una familia de propietarios rurales. Recibió formación religiosa y moral y, más tarde, se trasladó a Gerona para estudiar Magisterio, aunque nunca ejerció como maestra.
De muy joven, influida por su abuelo paterno, el poeta Joaquim Torrent, empezó a publicar poesía y prosa de tema rural y costumbrista en publicaciones como El Correo de Gerona, Lo Geronés, Gente Nueva, El Deber y El Tradicionalista. Coincidiendo con la aparición de las primeras revistas en catalán para mujeres, Torrent inició sus colaboraciones para Oro y Grana y Feminal.
En 1907 se casó con Jeroni Figa Sala, con quien tuvo 10 hijos. La pareja, que se trasladó a Bañolas y posteriormente a Gerona, sufrió dificultades económicas a medida que la familia aumentaba. Durante las décadas de 1920 y 1930, escribió tenazmente poemas sobre eventos familiares; además, publicó con cierta regularidad en periódicos y revistas como Avant, Joventut Obrera, El Eco de Gerona y El Nord de Girona, entre otros. También colaboró con El Semanario de Banyoles, Marinada, Vida banyolina o Tiempos Críticos.  La prosa y la poesía de Torrent, mayoritariamente de tema rural, costumbrista y religioso, se mantuvo al margen de las corrientes culturales del siglo XX, puesto que la inspiración principal proviene de la Renaixença y de la poesía popular.
Su posición social e ideología conservadora entró en conflicto con los ideales de la Segunda República, lo que afectó a su producción literaria, que, con los años, fue tomando un cariz cada vez más religioso. Durante la guerra civil española, dos de sus hijos, alistados en el Tercio de Montserrat, murieron en el frente. Este hecho, seguido por la prohibición de las publicaciones en catalán, hizo que no publicara su obra hasta 1953, cuando aceptó escribir el pregón de la Fiesta Mayor de Agullana, que incluyó cuatro estrofas escritas en catalán.
Murió en Barcelona el 15 de abril de 1958.

## Obra
- 1910 - Ànimes pariones: assaig de novela.
- 1955 - La Mare de Déu de la Salut d'Empordà.[2]

## Reconocimientos
Obtuvo varios premios a lo largo de su carrera. Su novela Almas pariones de 1910, fue galardonada en los Juegos Florales de Bañolas.  En 1955 obtuvo un premio de la Diputación Provincial de Gerona en el Certamen Mariano de Figueras con la obra Sonets marians.
Quedó inédita una voluminosa obra en prosa y varias recopilaciones de poesía suyas, que se encuentran depositadas en el Archivo Histórico Comarcal de Figueras. Narcís-Jordi Aragó le dedicó el artículo: Francisca Torrent, costumisme rural i poesia popular, así como una antología de poesía de mujeres Las cinco ramas (1975), que incluye la biografía y un poema de Torrent.
En 2011 se incluyó su nombre en el I congreso de las mujeres en el ámbito literario: El estado de la cuestión.